# 山本進一 (法学者)
山本 進一（やまもと しんいち、1925年（大正14年）2月5日 - 2013年（平成25年）1月25日）は、日本の法学者・裁判官・弁護士だった人物。法学博士（明治大学）。明治大学学長。専門は民法全般。

## 生涯
東京出身。1942年、慶應義塾商業学校卒業。1944年、明治大学専門部法科卒業。赤紙で召集を受ける。1945年、復員。1947年、高等試験司法科試験合格。1949年、明治大学法学部卒業。東京地方裁判所判事補に任官。1952年、東京簡易裁判所判事を併任。1953年、退官。明治大学法学部助教授（民法担当）。弁護士登録。1954年、明治大学法学部教授。1962年、博士（法学）。論文の題は「無効行為転換の理論」。1967年、旧司法試験第二次試験考査委員（～1971年）。1968年、明治大学評議員（～1972年）。1972年、同法学部長（～1975年）。1978年、同法制研究所所長（～1980年）。1980年、明治大学評議員（～1984年）。明治大学学長に就任（～1988年）。1992年、明治大学評議員（～1995年）。1995年、明治大学定年退職。同名誉教授。松坂大学現代法経学部客員教授（～2000年）。

## 主要著書
- 『民法概論』共著 弘文堂 1959年
- 『不動産売買の法律相談』共編 有斐閣 1969年初版/1993年第6版
- 『総則』共編 有斐閣 1969年初版/2004年第4版増補補訂3版
- 『不動産取引：不動産ビジネスの基本書』不動産法研究会編 有斐閣 1970年初版/1995年第10版
- 『物権』共編 有斐閣 1970年初版/2003年第4版増補版
- 『担保物権』共編 有斐閣 1970年初版/2003年第4版増補版
- 『債権総論』共編 有斐閣 1970年初版/2002年第4版増補補訂版
- 『契約各論』共編 有斐閣 1970年初版/2002年第4版増補補訂版
- 『事務管理・不当利得・不法行為』共編 有斐閣 1970年初版/1997年第4版
- 『親族』共編 有斐閣 1971年初版/2000年第4版増補版
- 『相続』共編 有斐閣 1971年初版/2005年第4版増補補訂版
- 『宅地建物取引業法（自由国民・口語六法全書 第25巻）』監修 自由国民社 1974年
- 『民法研究（学術選書）』信山社出版 1995年

などがある。